# ТЕС Хазіра (Essar)
21°6′36″ пн. ш. 72°39′19″ сх. д. / 21.11000° пн. ш. 72.65528° сх. д.
ТЕС Хазіра (Essar) – теплова електростанція на заході Індії у штаті Гуджарат. Споруджена власником металургійного комбінату компанією Essar  передусім задля забезпечення потреб цього підприємства (наразі комбінат викупив концерн ArcelorMittal).
В 1997 році на майданчику станції став до ладу енергоблок комбінованого парогазового циклу потужністю 515 МВт. Встановлені у ньому три газові турбіни потужністю по 110 МВт живлять через відповідну кількість котлів-утилізаторів одну парову турбіну з показником 186 МВт.
Основним паливом для станції є природний газ, проте вона також може  споживати суміш легких рідких вуглеводнів (naphtha). Певний час поставки могли відбуватись з установки підготовки родовища Хазіра, проте у 2001-му були зупинені через невиконання Essar контрактних зобов’язань При цьому ще у 1980-х роках до розташованого у Хазірі газопереробного заводу подали ресурс із офшорного газового родовища Бассеін, а з середини 2000-х тут діє термінал для імпорту ЗПГ Хазіра.
Можливо також відзначити, що на сусідньому майданчику знаходиться ще одна споруджена Essar електростанція ТЕС Бхандер. Крім того, в районі Хазіри також працюють ТЕС Кавас та ТЕС Хазіра, споруджена компанією GSEG.